# دهه ۴۴۰ (میلادی)
دهه ۴۴۰ (میلادی) دهه چهل و چهارم تقویم میلادی است.

## درگذشتگان
‎